# Sexy Bitch
Sexy Bitch (po cenzuře přejmenována na Sexy Chick) je píseň francouzského producenta Davida Guetty a amerického R&B zpěváka senegalského původu Akona. Celosvětově byla digitálně vydána 24. července 2009, o čtyři dny později pak v USA. Jedná se o druhý singl z alba One Love.

## Vznik
Po koncertu v Anglii, na kterém zahrál svůj singl „When Love Takes Over“, zpěvák Akon navštívil Guettu s nabídkou spolupráce a ve stejnou noc tato skladba vznikla v blízkém studiu, přestože byl Akon unaven z šestihodinového letu, který absolvoval ráno. Na textu singlu se navíc podíleli ještě Giorgio Tuinfort a Jean-Claude Sindri, hudbu Guettovi pomáhal složit Fred Rister.

## Videoklip
Video začíná záběrem na letící letadlo a dívky v bikinách, která se opalují a plavou v bazénu. Následuje záběr na Akona, který se probouzí a nachází fotky jeho dívky z bazénové párty Davida Guetty a rtěnkou napsaný vzkaz na zrcadle „najdeš mne na bazénové párty“ spolu s jejími dalšími fotkami. Párty začíná a lidé začínají vcházet, ovšem skupinka náctiletých kluků není vpuštěna a tak vymýšlí různé způsoby, jak se dostat dovnitř. Kamera se znovu zaměřuje na Akona, který zpívá pod vodou a poté na přicházejícího Guettu setkávajícího se s Akonem, který ho hází do bazénu. Scéna přechází do klubu zvaného F*** Me, I'm Famous, ve kterém má koncert Guetta společně s Tocadiscem. Akon prochází zákulisím klubu, ve kterém potkává různé dívky, včetně Cathy Guettové, která jej vede za ruku na pódium. Po příchodu začne zpívat píseň „Sexy Bitch“. Na konci klipu znovu spí v posteli, probouzí se, nachází fotky dívky, ale pokračuje ve spánku.
Video se natáčelo na Ibize, v Barceloně (Španělsko) a Swindonu (Anglie) kolem 27. července 2009.

## Seznam skladeb
- CD singl[2]

1. „Sexy Bitch“ – 3:13
2. „Sexy Bitch“ (Rozšířená verze) – 5:12

- CD maxi singl[3]

1. „Sexy Bitch“ (Chuckie a Lil' Jon Remix) – 5:58
2. „Sexy Bitch“ (Koen Groeneveld Remix) – 7:15
3. „Sexy Bitch“ (Koen Groeneveld Remix) (David Guetta Vocal Re-Edit) – 7:30
4. „Sexy Bitch“ (Abel Ramos Atlanta With Love Mix Remix) – 7:13
5. „Sexy Bitch“ (Afrojack Remix) – 4:45
6. „Sexy Bitch“ (Rozšířená verze) – 5:12
7. „Sexy Bitch“ – 3:13

- Zcenzurovaný singl

1. „Sexy Chick“ – 3:13